# Lena Headey
Lena Kathren Headey (født 3. oktober 1973) er en engelsk skuespillerinde, som nok er mest kendt for at spille rollen som Cersei Lannister i  TV-serien Game of Thrones. Hun er også kendt for at spille Sarah Connor i Terminator: The Sarah Connor Chronicles. Derudover har hun også være med i film som: The Remains of the Day, Possession, Imagine Me & You, Gossip, The Brothers Grimm, The Broken og 300.
Headey startede sin karriere  som 17-årig, da  en agent tog et foto af hende til et   one-off show, og inviterede  hende til audition. Det førte til en rolle sammen med Jeremy Irons og Ethan Hawke i dramafilmen Waterland fra 1992.

## Baggrund
Headey er født i Bermuda, hvor hendes far som var politibetjent, var udstationeret som rådgiver. Familien kom tilbage til Huddersfield, West Yorkshire, da hun var otte år gammel. Hun fik sin første prøve som skuespiller som elev på Shelley College og fik sin første store rolle som 17-årig, da hun blev opdaget i et skoleskuespil i the Royal National Theatre, og fik en rolle som modspiller til Grant Warnock i filmen Waterland fra 1992. 
Headey har lidt af klinisk depression siden en alder af 15, og hun sagde i et interview: "Jeg blev diagnosticeret, da jeg var 15, og det kommer og går. Jeg kan lide af det en gang eller to gange om året, men jeg erkender nu det, og beskæftige sig med det. Jeg bruger ikke medicin, fordi jeg er så bekymret for at blive afhængig af det, men jeg kan forstår folk, der bruger det, fordi du går gennem de mest forfærdelige følelser af isolation." 

## Filmografi
- 2013:The Mortal Instruments: Dæmonernes by